# Церковь Святого Степаноса (Гори)
Церковь Святого Степаноса (арм. Գորիի Սուրբ Գևորգ եկեղեցի) — утраченный храм Армянской Апостольской церкви в городе Гори, Грузия.

## История
Церковь находилась во дворе одного армянского имения, напротив православной церкви Пресвятой Богородицы, которая называлась «Окона». Недалеко от церкви Сурб Степанос была расположена церковь Норашен.. Церковь была разрушена Горийским землетрясением 1920 года.